# Thunder Force II
Thunder Force II — видеоигра в жанре скролл-шутер, разработанная компанией Technosoft и изданная Technosoft и Sega для компьютера Sharp X68000 в 1988 и для игровой платформы Sega Mega Drive/Genesis в 1989 годах. В дальнейшем, в 1997 году, была издана версия для приставки Sega Saturn.
Игра является второй частью франшизы Thunder Force.

## Сюжет
Империя Орнов, после проигранной войны с Галактической Федерацией, вновь вынашивает планы мирового господства. Она создаёт огромный корабль под названием Plealos, оснащённый мощным вооружением, и захватывает одну из планет Галактической Федерации. Там Империя создаёт свои базы, на которых начинается подготовка к галактической войне.
В это время Федерация, узнав местоположение главной базы Орнов, конструирует новый компактный звездолёт, названный Fire Leo-02 Exceliza. Его пилоту даётся задание уничтожить базы Империи, а затем добраться до главной базы, на которой находится Plealos — боевой корабль врага.

## Геймплей
Игра представляет собой вертикальный скролл-шутер (в отличие от последующих игр серии, использующих горизонтальную перспективу) и состоит из нескольких уровней.
Игровой процесс заключается в том, что в каждом уровне игрок, перемещаясь над базами, уничтожает противников и различные объекты (цели). Уровень считается пройденным, если на карте не осталось ни одного вражеского объекта.
Корабль, управляемый игроком, вооружён различными видами оружия, отличающимися друг от друга радиусом поражения и мощностью (например, один вид плазменного пулемёта может поражать только цели, находящиеся напротив, а другие — по обе стороны или позади корабля).

## Оценки
Оценки игры критиками были различны.
Информационный сайт Sega 16.com оценил версию для Sega Mega Drive/Genesis в 9 баллов из 10, а игровые журналы Mean Machines и Power Play — 82 балла и 71 балл из 100. При этом журнал Sega Magazine поставил этой же версии оценку 5 из 10, а информационный сайт The Video Game Critic — C -.
Версия для Sharp X68000 получила невысокие оценки. Рецензенты сайтов GameSpot и GamFAQs оценили игру в 4,5 баллов  и 4 балла из 10.
Среди достоинств игры были названы геймплей, дизайн уровней и звуковое сопровождение, среди недостатков — использование вертикальной перспективы, что усложняло прохождение.